# Заноз Назарій Тарасович
Заноз Назарій Тарасович (нар. 7 лютого 1988, Теребовля, Тернопільська область) — український письменник, журналіст і музикант. Як поет і прозаїк — учасник багатьох фестивалів і конкурсів, його твори публікувались у збірних виданнях. В українських ЗМІ друкується з 2012, є регулярним дописувачем Радіо Свобода, інтернет-газети "Збруч" (тут публікує свої есеї), "Української правди" та ін. Стиль музики, яку створює Назарій, чіптюн, є малознаним в Україні, та й у світі поширюється переважно Інтернет-лейблами. З 2009 співпрацює з іноземними музичними ресурсами: британським Pxl-Bot, російським Qulture.ru, американським proc-records та французьким Nowaki.

## Біографічна довідка
Народився й зростав у Теребовлі. Навчався в Теребовлянській гімназії, брав участь у заходах Малої академії наук. Отримав диплом бакалавра на кафедрі політології КНУ ім. Т.Шевченка, після чого став студентом першого набору Школи журналістики Українського католицького університету у Львові, де здобув диплом магістра. Не одружений, мешкає в Теребовлі.
З цим містом пов'язана історія багатьох поколінь його роду, творчість (музика, письменство, фотографія) та громадська діяльність Назарій Заноз бере участь у проєктах розвитку культурного потенціалу малих міст, просуває туристичний образ свого міста. Проте знайомство з творчістю, особливо публіцистикою, доводить, що його думки та відчуття не замкненні в містечковому просторі, а єдині з країною та світом.

## Творчість

### Музика

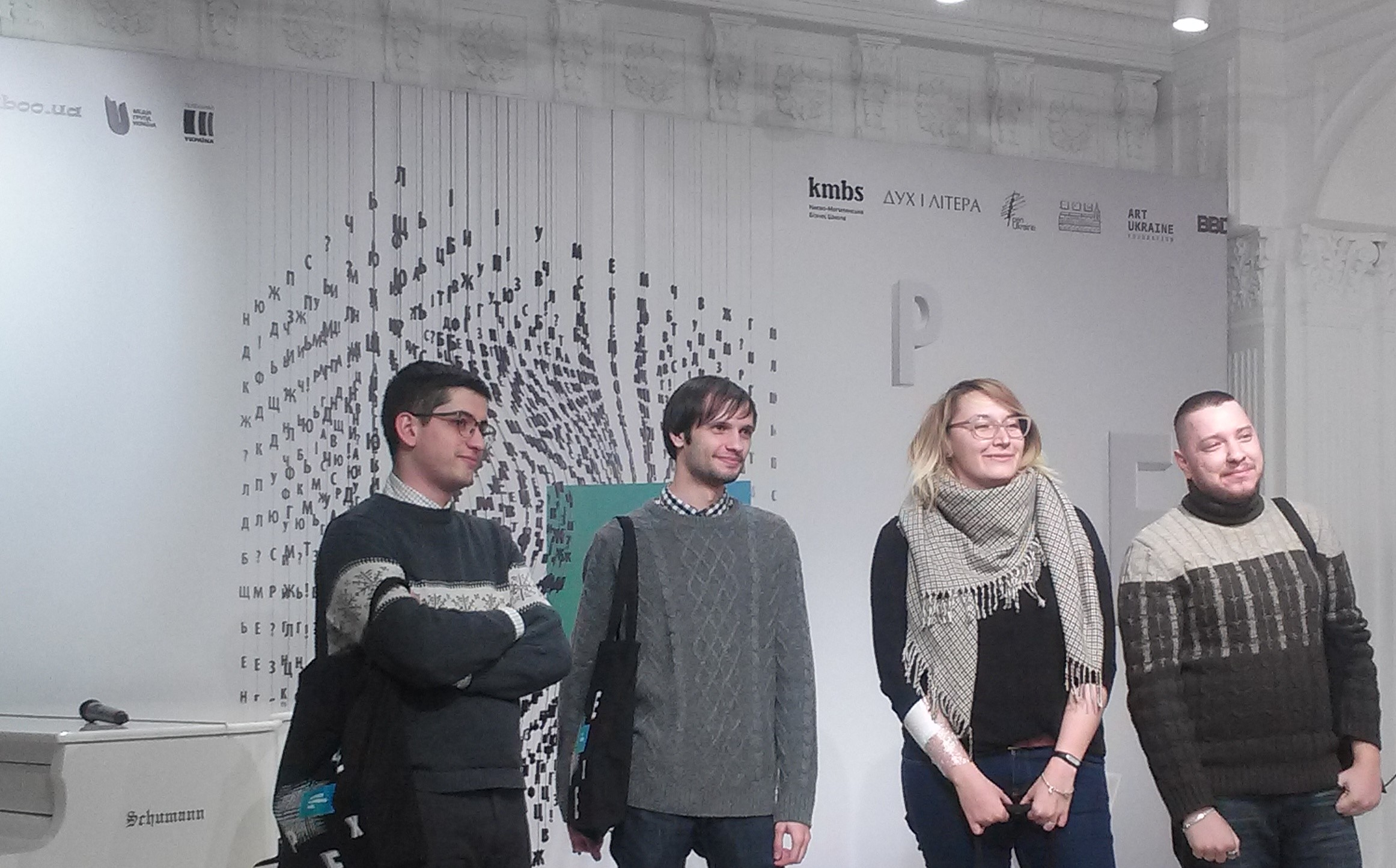
Фіналісти четвертого конкурсу есеїв для молодих авторів «Шерех» під час нагородження. В центрі фото Назарій Заноз

З 2007 експериментує з музикою 8-bit, поширюючи свої твори під ніком Mystic Hero. 2008 року для проєкту Muse: An 8 Bit Tribute створив чіптюновий ремейк пісні Space Dementia британських рокерів Muse (його композиція в другому альбомі проєкту на офіційному сайті гурту [Архівовано 22 грудня 2017 у Wayback Machine.]). В 2009—2010 рр. його музика потрапила до декількох збірок: 1 Channel 1 Note; Chip to Gaza; Cuntoлогія 2010 Brain Damage edition; Nice Chiptune In Nice Place; Chip in Japan; Chip February.
Випустив чотири альбоми: My Family (2009); Kingdom Terebovlya (2010) (спільно з іншим теребовлянином Claudio Vandalis); Everyone Has It's Own Weird Mission (2010); Mythology (2011). В 2011 році випустив композицію в стилі 1-bit, ставши, імовірно, єдиним українським автором, що працює з цим стилем. З того ж часу долучається до спільноти композиторів 8bitcollective. У 2014 році його музика супроводжувала читання Література формату Twitter на київському Книжковому арсеналі 9 квітня та львівському Форумі видавців 13 вересня.
Нові композиції з'являються в 2015 та 2016 роках, остання з них на кінець 2016 — Augusta.
Всі записи Mystic Hero опубліковані під вільними ліцензіями.
Інший музичний проєкт Назарія — The Owlest ("Найсовіший") — представлений двома альбомами у стилях неокласики та easy listening: Talk To Night Trees (Nowaki Music Netlabel, 2012) та Imaginary Pianist Of Imaginary Orchestra (Nowaki Music Netlabel, 2013). 2014 року започаткований проєкт Terebovlya Imaginary Orchestra.

### Громадська діяльність і журналістика
1-9 грудня 2013 року зробив ряд щоденникових записів, які публікував на maidan.org.ua, пізніше об'єднані в один текст відомий як 8 днів на #Євромайдані або Записки з політичного майдану. Став одним з тих, хто підписав Заяву українських письменників, діячів культури, митців, журналістів, членів творчих спілок з приводу подій в Україні 1 грудня 2013 року з засудженням репресій та вимогою відставки чинної на той час влади. З цього часу Назарій Заноз зосереджується на публіцистиці, дописуючи на Українську правду, Радіо Свобода, Захід.net та ін. Особливо важливою стала співпраця зі Збручем, що заохочував поєднання суспільно-політичної проблематики та особистих рефлексій в оболонці статей-есеїв. З виданням співпрацюють знані літератори: Тарас Прохасько, Юрій Андрухович, Юрій Винничук та багато інших. Збручанська спільнота редакторів, авторів та читачів сприяла становленню стилю молодого автора, яким прийшов до неї Назарій, давала можливість заробляти своєю творчістю та залишатися собою.
На момент здобуття диплому магістра в Школі журналістики УКУ навесні 2013 Назарій Заноз мав зо три десятки публікацій, присвячених культурі та політиці. З жовтня 2013 дописує на сайті Радіо Свобода, на початок 2019 року створив близько 120 матеріалів, переважно суспільно-політичної тематики. На одну зі «свободівських» статей Назарія, так само, як і на його збручанські тексти посилається в своїх есеях Юрій Андрухович.
Частина створених Назарієм Занозом матеріалів перекладалась англійською, російською (зокрема, для проєкту Крим. Реалії) та німецькою мовами (для інтернет-видання ukraine-nachrichten.de: 1 [Архівовано 9 серпня 2016 у Wayback Machine.], 2 [Архівовано 22 грудня 2017 у Wayback Machine.], 3 [Архівовано 22 грудня 2017 у Wayback Machine.]). Деякі статті потрапляли й на шпальти друкованої преси, як, наприклад, аналітична стаття Після Майдану в Літературній Україні (2016. — № 8 (5637). — 3 березня. — стор.6).
У співпраці з Urban Space Radio 2021 року Назарій працював над серією репортажів «Історія з вікна». Цей проєкт, підтриманий Українським культурним фондом, увійшов у список 9 номінантів премії подкастів «Слушно» в номінації Найкращий авторський подкаст.